# Paolo Cova (storico d'arte)
Paolo Cova (Cittiglio, 12 maggio 1981) è uno storico dell'arte italiano, docente dell'Università di Bologna, è stato direttore scientifico del Museo della città di Livorno, e, da ottobre 2024, è entrato al Ministero della Cultura presso il Museo delle Ville e residenze monumentali fiorentine.

## Biografia
Cresciuto a Gavirate, ha frequentato l'Istituto Lorenzo Cobianchi di Verbania per completare la sua formazione presso l'Università di Bologna, specializzandosi e addottorandosi in Storia dell'Arte, dove è docente al FICLIT, conseguendo l'Abilitazione Nazionale come Professore Universitario di II fascia. Si è occupato di ricerca, didattica e comunicazione per i Musei Civici d'Arte Antica dell'Istituzione Bologna Musei, è stato responsabile scientifico della Rocchetta Mattei per la Fondazione CARISBO, ha collaborato come Storico dell'Arte presso la SABAP-COLC del Ministero della Cultura, ha preso parte a convegni, esposizioni e progetti di ricerca internazionali.
Ha fondato ed è presidente dell'Associazione "Rabisch" che dirige la Libera Scuola di Storia dell'Arte "F. Arcangeli".

## Ricerche e pubblicazioni
Oltre alla partecipazione a borse di ricerca presso istituti italiani ed internazionali, ha realizzato varie pubblicazioni scientifiche dedicate alle arti tra Medioevo e Rinascimento, come Le arti e la spada. La committenza artistica dei Templari e dei cavalieri di Malta in Emilia e in Romagna e Bominaco. Santa Maria Assunta e San Pellegrino, e numerosi articoli come The Ludovisi Tondo: a rediscovered sculpture by Jacopo della Quercia e altri dedicati anche all'arte contemporanea e alla museografia, oltre alle voci del Dizionario Biografico Treccani e alla partecipazione nel nuovo manuale Invito all'arte 2. Il Medioevo.

## Media e divulgazione
Ha collaborato come divulgatore storico, esperto storico dell'arte in video, consulente e referente scientifico in diversi documentari, tra i quali si ricordano le serie Signorie. Potere e bellezza e Potere e bellezza incentrate sulle grandi dinastie rinascimentali italiane; la serie La croce e la spada che racconta attraverso il culto dei santi patroni la storia e l'arte di numerose città italiane; ha collaborato nella serie Sei in un paese meraviglioso e nelle due stagioni di Sette Meraviglie e Sette Meraviglie special; ha curato scientificamente le serie Grandi maestri e Grandi maestri 2, partecipando anche a diverse puntate. In occasione dell'esposizione temporanea a Bologna dedicata al polittico Griffoni è stato referente scientifico del documentario La riscoperta di un capolavoro. Il Polittico Griffoni e per la stessa città ha partecipato alla serie I Bentivoglio. Potere e splendore nella Bologna del Rinascimento. Nel 2018 conduce e cura scientificamente il programma InaspettArte - L'arte che non ti aspetti alla scoperta dei capolavori dell'arte italiana attraverso percorsi poco noti; nel 2022, invece, ha ideato con Arianna Marelli il programma Rinascimenti segreti. Inoltre, ha collaborato e curato scientificamente la realizzazione del documentario Arturo Mari, il fotografo dei papi.